# 比爾斯克區

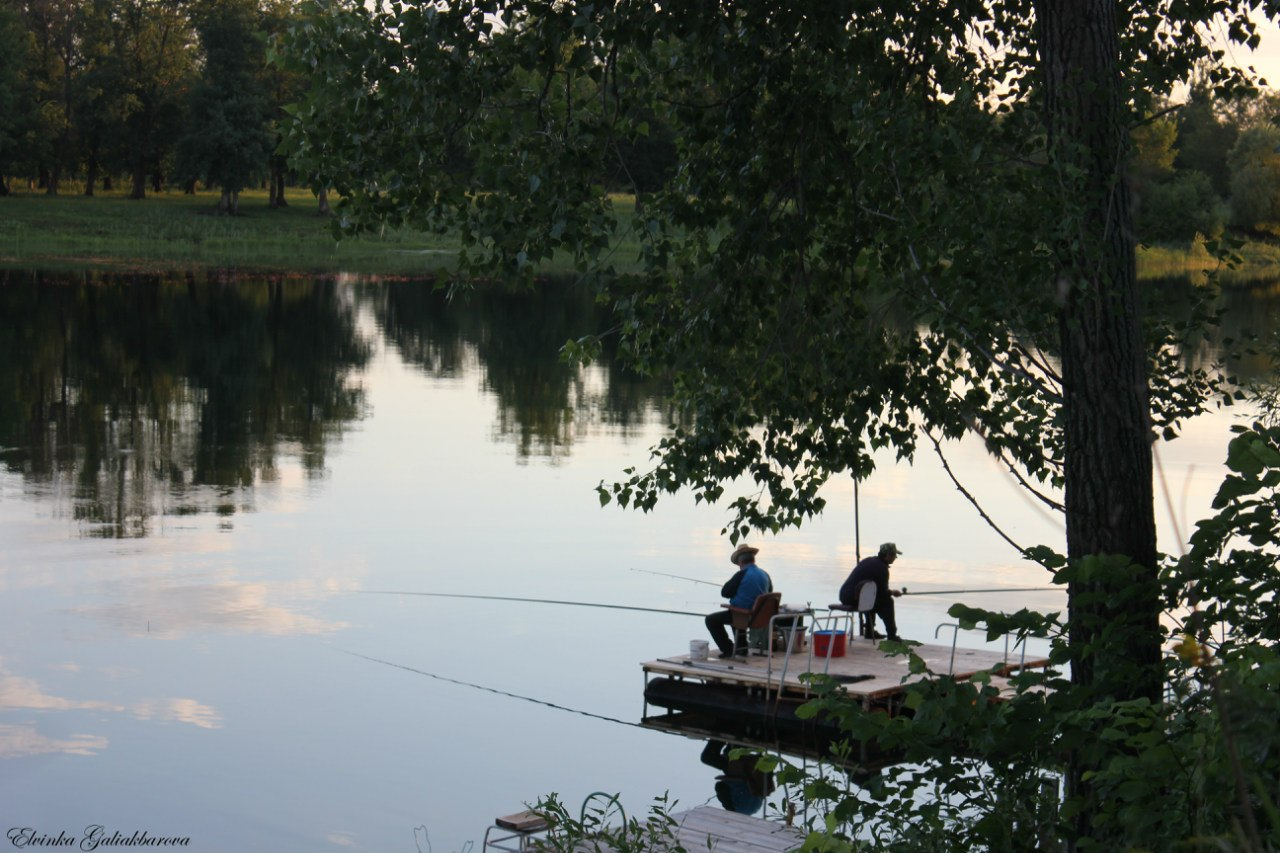

55°25′N 55°32′E / 55.417°N 55.533°E
比爾斯克區（俄语：Бирский район），是俄羅斯的一個區，位於該國西南部，由巴什科爾托斯坦共和國負責管轄，始建於1930年，面積1,786平方公里，2010年人口17,924，人口密度每平方公里10.03人。